# Лермос
Лермос (нім. Lermoos) —  громада округу Ройтте у землі Тіроль, Австрія.
Лермос лежить на висоті 1004 м над рівнем моря і займає площу 56,4 км². Громада налічує 1113 мешканців.
Густота населення 20/км².
|                                 |
| Лермос на мапі округу та землі. |

 Адреса управління громади: Unterdorf 15, 6631 Lermoos.